# Rakiroa rima
Rakiroa rima är en kräftdjursart som beskrevs av Lowry och Fenwick 1982. Rakiroa rima ingår i släktet Rakiroa och familjen Rakiroidae. Inga underarter finns listade i Catalogue of Life.